# Universitat Catòlica d'Angola
La Universitat catòlica d'Angola (en portuguès: Universidade Catòlica de Angola, UCAN) és una institució catòlica a la capital d'Angola la ciutat de Luanda. El 7 d'agost de 1992, el govern d'Angola va permetre a l'Església Catòlica establir la seva pròpia universitat. Després de l'aprovació de la Conferència Episcopal d'Angola i São Tomé va començar l'ensenyament, el 22 de febrer de 1999. Es tracta d'una institució privada i una de les dotze reconegudes universitats privades al país. L'arquebisbe de Luanda Damião António Franklin fou el primer rector. Actualment Monsenyor Manuel Imbamba és el "magne canceller" i el pare Vicente Cauchi el rector.
La UCAN funcionava em dos seus, el de Kinaxixe i el de Palanca, però actualment només és activa la de Palanca, al municipi de Kilamba Kiaxi.

## Alumnat
El 2012 hi havia al voltant de 6.000 estudiants matriculats. Les classes s'imparteixen en portuguès, tot i que anglès és la segona llengua. S'han fundat quatre departaments han estat fundade: ciències socials, economia, dret i enginyeria.
Entre els professors més notables hi ha Fernando José de França Dias Van-Dúnem, un polític d'Angola des de fa molt de temps i actual membre del Parlament Panafricà.